# Ricky Barnor
Ricky Barnor est un boxeur ghanéen né le 23 septembre 1943.

## Carrière
Aux Jeux olympiques d'été de 1972 à Munich, Ricky Barnor est éliminé au premier tour dans la catégorie des poids super-welters par le Cubain Rolando Garbey. Il est ensuite médaillé de bronze aux Jeux africains de Lagos en 1973 ainsi qu'aux championnats d'Afrique de Kampala en 1974 dans cette même catégorie.